# Vlag van Sint-Petersburg
De vlag van Sint-Petersburg is in gebruik sinds 8 juni 1992. Sint-Petersburg baseert zijn vlag op het stadswapen. Op een rood veld zijn twee witte ankers gekruist: één voor gebruik op de rivier en de andere voor gebruik op zee. De ankers staan voor de ligging van de stad aan de rivier de Neva en haar belang als haven aan de Oostzee. Voor de ankers bevindt zich een gouden scepter met daarop een tweekoppige adelaar. Deze symboliseert het koninklijk gezag en de historische status van Sint-Petersburg als keizerlijke hoofdstad van 1713 tot 1918. Het huidige ontwerp van het wapen is gebaseerd op een wapen dat in het keizerlijke Rusland werd gebruikt. Het rood op de vlag herinnert aan het bloed dat op deze plek vergoten werd tijdens de Grote Noordse Oorlog met Zweden toen Rusland voor het eerst controle kreeg over deze regio aan de Oostzee.
Tot 13 mei 2003 was de hoogte-breedteverhouding 1:2; sindsdien is deze 2:3.